# 湄池站
湄池站是沪昆线是一个位于绍兴市诸暨市店口镇的一个火车站。原址建于1931年；现址位于原址西侧，2006年随浙赣铁路电气化工程的开通而启用，北侧站场设在高架的湄池1号大桥上。该车站现由上海铁路局金华车务段管理，为四等站，仅办理列车通过、停靠作业，不办理客货运业务。

## 历史

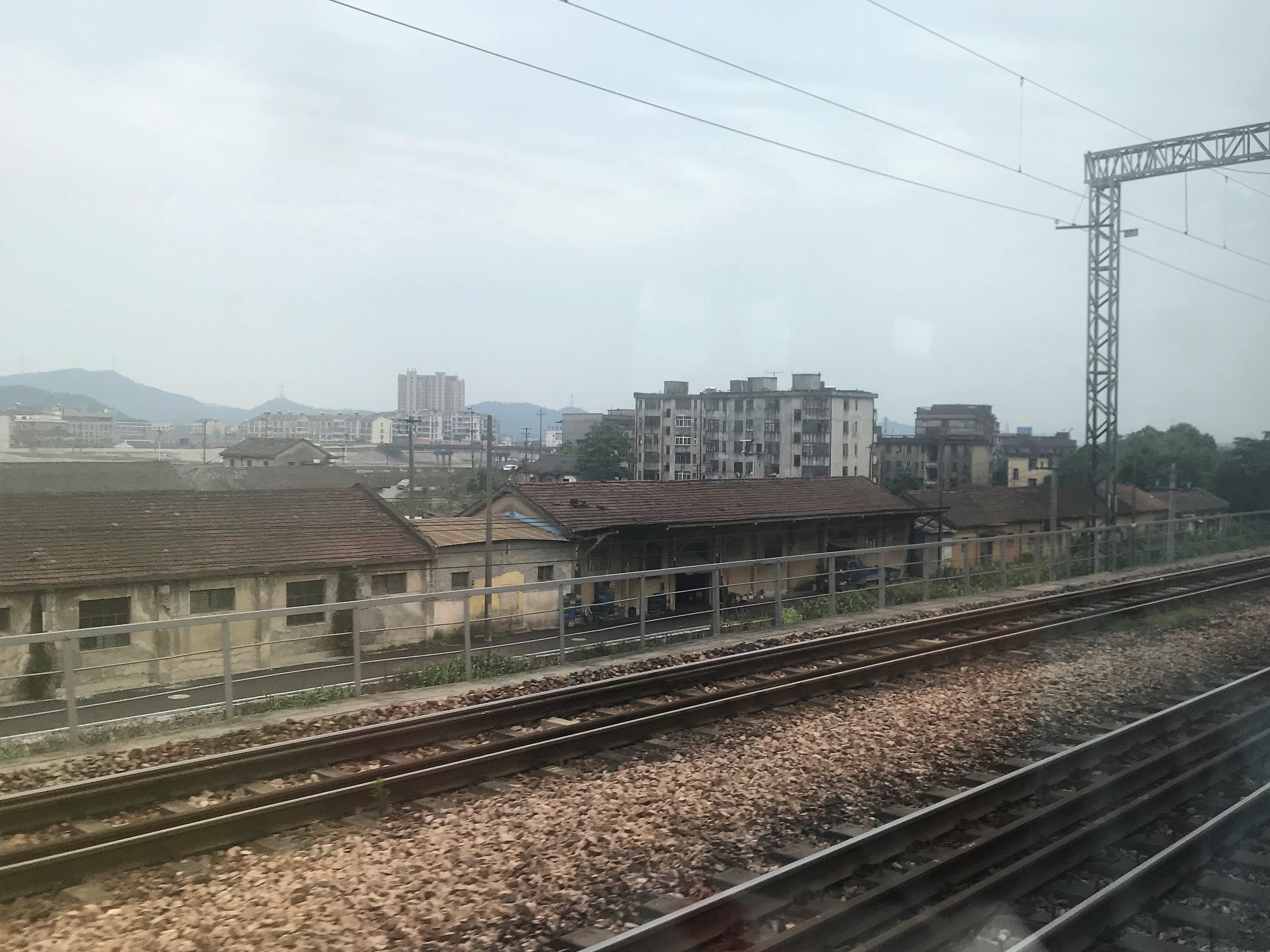
位于高架的新站股道和位于地面的老站站房

湄池站于1931年7月20日开通。当时车站设有4条股道，包括1条正线、2条到发线和1条石渣线，站房则为临时性建筑。至1987年年底，车站仍旧设有4条股道，但到发线和正线的有效长度均得到了大幅延长。除此之外车站设有面积357平方米的站台旅客雨棚357平方米、总面积560平方米货物仓库560和3143.34平方米的职工宿舍。当时车站每日有慢客车2对、快普客1对停靠，日到发旅客400余人，吞吐货物100吨以上。2005年湄池站停办客货运业务。
2004年开始的浙赣线电气化工程计划迁建湄池站，新站位于乌龟山半腰。新湄池站于2006年6月16日投入使用，设有2条正线、2条到发线，同时预留1股货物线，此外车站还设有变电工区。新湄池站在启用后不再办理客运业务。
老湄池站在新站启用后废弃。根据2019年的湄池火车站及周边地区改造项目，车站周边区块计划建设商业区、居住区、学校等，并预留杭州至诸暨城际铁路车站。

## 事件
- 1998年11月13日因杭州东开往江山的689次列车晚点2小时08分到达湄池站，旅客章某将原上海铁路局杭州铁路分局告上法庭，称被告构成违约。请求法院判令被告公开作法律意义上的赔礼道歉并赔偿经济损失20.10元。原告在诉讼中撤回要求被告赔偿经济损失的诉讼请求；而杭州铁路运输法院经审理后认为原告继续乘坐原列车到达目的站的行为已表明放弃要求被告承担迟延运输的民事责任的权利；而被告事后已作出了适当的善后补救措施，且已当庭向原告作出道义上的致歉，因此驳回原告章某要求被告做出公开赔礼道歉的诉讼请求。[10]
- 2005年10月15日晚广州驶往南京的1312次列车因一名旅客突发重病，病情严重，1312次列车长于当晚23点15分临时停靠湄池站。23点55分救护车到达湄池站后，列车于次日0时05分重新启程。该名乘客最终得到了及时的治疗，而因这次意外而晚点1个多小时的1312次列车上的乘客没有一句怨言[11]。